# 156-та навчально-польова дивізія (Третій Рейх)
156-та навчально-польова дивізія (Третій Рейх) (нім. 156. Feldausbildungs-Division) — піхотна дивізія Вермахту за часів Другої світової війни.

## Історія
156-та навчально-польова дивізія сформована 12 березня 1945 року в 3-му військовому окрузі.

## Командування

### Командири
- генерал-лейтенант Зігфрід фон Рековскі (нім. Siegfried von Rekowski) (12 березня — 15 квітня 1945).

### Підпорядкованість
| Час      | Корпус | Армія      | Група армій (округ) | Штаб                  |
| -------- | ------ | ---------- | ------------------- | --------------------- |
| 1945     |        |            |                     |                       |
| березень |        | 9-та армія | Група армій «Вісла» | Провінція Бранденбург |

### Склад
| Квітень 1945                               |
| ------------------------------------------ |
| 1313-й навчальний гренадерський полк       |
| 1314-й навчальний гренадерський полк       |
| 1315-й навчальний гренадерський полк       |
| 1456-й навчальний артилерійський полк      |
| 1456-й навчальний інженерний батальйон     |
| 1456-й навчальний дивізійний загін зв'язку |